# Cypholophus reticulatus
Cypholophus reticulatus är en nässelväxtart som beskrevs av H. Winkl.. Cypholophus reticulatus ingår i släktet Cypholophus och familjen nässelväxter. Inga underarter finns listade i Catalogue of Life.